# Volkstheater Frankfurt

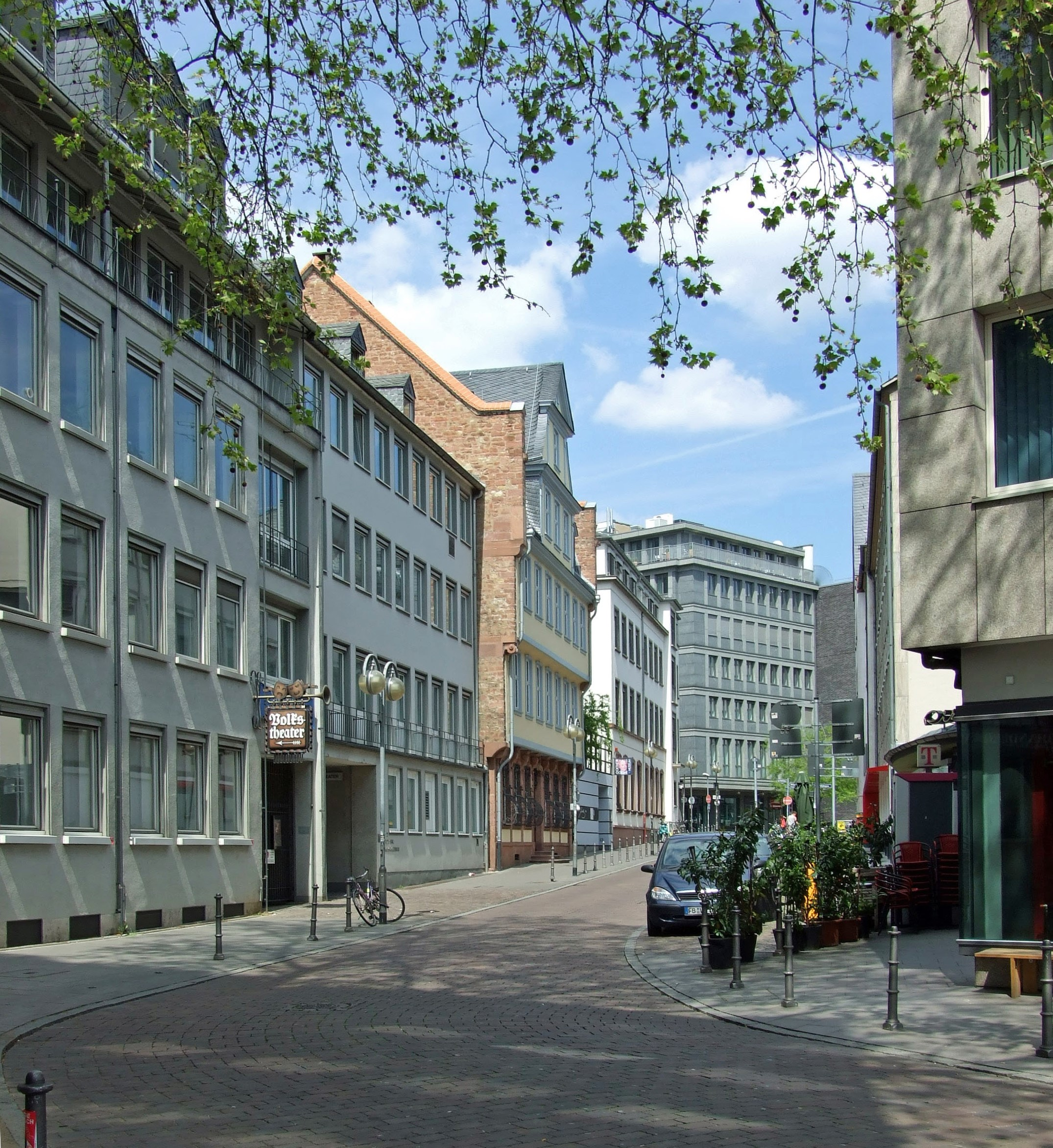
Eingang (links) unterhalb des Goethehauses

Das Volkstheater Frankfurt – Liesel Christ wurde 1971 in Frankfurt am Main von Liesel Christ gegründet. Neben mundartlichen Stücken in Frankfurterisch und klassischen Unterhaltungsstücken spielte es auch Bearbeitungen klassischer Dramen, zeitgenössische Stücke und Wiederentdeckungen älterer Bühnenliteratur.

## Geschichte
Unter der Leitung seiner Gründerin und Wolfgang Kaus etablierte sich das Theater als bedeutende kulturelle Einrichtung Hessens. Allein 20 Produktionen wurden für das Fernsehen aufgezeichnet, darunter Alt-Frankfurt und Rendezvous im Palmengarten (von Adolf Stoltze), Der eingebildete Kranke (von Molière, mit Heinz Schenk), Die fünf Frankfurter (von Carl Rössler, der letzte Auftritt von Liesel Christ) und Der alte Bürgerkapitän (von Carl Malß, dem Erfinder des Hampelmanns).
Ernst Nebhut schrieb 1971 Liesel Christ das hessische „Volksmusical“ Zur scheene Fraa quasi auf den Leib und bescherte damit dieser kleinen Dialekt-Bühne ihren ersten großen Erfolg.
Seit dem Tod der Gründerin 1996 stand es unter der Leitung von Gisela Dahlem-Christ (Intendanz). Bis 2007 war Wolfgang Kaus der künstlerische Leiter. Seit 2010 hatte die „Tatort“-Regisseurin Sylvia Hoffman die künstlerische Leitung des Theaters inne.
Jährlich wurden fünf bis sechs Stücke inszeniert. Zu den rund 250 Vorstellungen kamen ca. 80.000 Besucher. Im Jahr 2011 feierte das Volkstheater sein 40. Jubiläum. Bis dahin wurden gut 10.000 Vorstellungen gespielt und es kamen über 3,5 Millionen Besucher in das Volkstheater.
Das Volkstheater spielte seit den 1970er-Jahren im Cantatesaal neben dem Goethe-Haus im Großen Hirschgraben. Im Sommer fanden von 1975 bis 2007 Freilichtspiele im Innenhof des Dominikanerklosters statt. Bis zur Umgestaltung der Frankfurter Altstadt wurden auch im archäologischen Garten vor dem Dom unter freiem Himmel zahlreiche Stücke aufgeführt, zum Beispiel der Urfaust oder Der hessische Jedermann. Darüber hinaus gab es zahlreiche Gastspiele in Hessen sowie mehrfach Gastspielreisen nach Israel.
Zur Spielzeit 2009/2010 war geplant, dem von Kulturdezernent Felix Semmelroth favorisierten Michael Quast die künstlerische Leitung des Volkstheaters zu übertragen. Er sagte jedoch ab, da es sich „nach sorgfältiger Prüfung der wirtschaftlichen Lage des Hauses und seiner Organisationsstruktur“ herausgestellt habe, „dass beide marode sind.“ Gisela Dahlem-Christ wies ihrerseits darauf hin, dass es Quasts einzige erklärte Absicht gewesen sei, die Christ-Familie „sowie (...) alle Mitarbeiter ebenfalls“ aus ihren Verträgen zu entlassen. Eine Prüfung der Buchhaltung habe er ebenso abgelehnt wie die Vorlage eines Spielplans für die kommende Saison. Quast gründete daraufhin die Fliegende Volksbühne Frankfurt. Die künstlerische Leitung des Volkstheaters übernahm stattdessen Sylvia Hoffman.
Auf einer Pressekonferenz am 20. April 2012 wurde die Schließung des Volkstheaters zum Ende der Spielzeit 2012/13 bekannt gegeben, da das Gebäude des Theaters abgerissen werde und ein Umzug mit Neueinrichtung nicht finanzierbar sei. Der letzte Vorhang mit dem Stück La Cage aux Folles fiel am 25. Mai 2013.
Am 24. Februar 2013 gründeten im Cantatesaal 17 Mitarbeiter des Volkstheaters Frankfurt den Verein Volkstheater Hessen, um die Ziele und den Zweck des Frankfurter Volkstheaters auch ohne feste Spielstätte und Subventionen fortzuführen. Der neue Verein setzte sich für den Erhalt des Cantatesaals ein und sammelte dafür Unterschriften.
Wenige Monate nach Schließung des Volkstheaters entschloss sich die Stadt Frankfurt, den Cantatesaal im Rahmen der Errichtung des Deutschen Romantik-Museums zu restaurieren und nach Fertigstellung Quasts Fliegender Volksbühne zur Verfügung zu stellen. Noch im gleichen Jahr bespielte die Fliegende Volksbühne erstmals das Haus. Seit Anfang 2020 ist es deren feste Spielstätte.

## Belege
1. ↑  „Das goldige Mädche“ auf sabinehock.de
2. ↑  Quast wird nicht neuer Leiter. In: Frankfurter Rundschau vom 30. September 2008
3. ↑  Theaterleiterin Christ zur Quast-Absage. In: Frankfurter Rundschau vom 14. Oktober 2008
4. ↑  Letzte Spielzeit: Im Volkstheater fällt der Vorhang. Claudia Michels, FR-Online, 20. April 2012
5. ↑  Der letzte Vorhang fällt. (Memento vom 10. Dezember 2013 im Internet Archive) Redaktion: nrc, HR-Online
6. ↑  „Irrwegige Politik“: Das Volkstheater Hessen beschwert sich. In: Journal Frankfurt, 16. April 2013.
7. ↑  Quasts Zwischenlandung.
8. ↑  Fliegende Volksbühne Frankfurt

Koordinaten: 50° 6′ 40″ N, 8° 40′ 40″ O